# Droga wojewódzka 334
Die Droga wojewódzka 334 (DW 334) ist eine 33 Kilometer lange Droga wojewódzka (Woiwodschaftsstraße) in der polnischen Woiwodschaft Niederschlesien, die Nieszczyce und Moczydlnica Dworska verbindet. Die Strecke liegt im Powiat Górowski und im Powiat Wołowski.

## Streckenverlauf
Woiwodschaft Niederschlesien, Powiat Górowski
-  Ciechanów (Züchen) (DW 323)
- Lubów (Lübchen)
-  Chobienia (DW 292)
- Majówka (Lübchen)
- Zdziesławice (Lübchen)
- Jemielno (Gimmel)

Woiwodschaft Niederschlesien, Powiat Wołowski
- Rajczyn
- Gryżyce (Krischütz)
- Wyszęcice (Wischütz)
-  Krzelów (Krehlau) (DK 36)
- Młoty
- Konary (Kunern bei Winzig)
- Moczydlnica Klasztorna (Mönchmotschelnitz)
-  Moczydlnica Dworska (Herrnmotschelnitz) (DW 338)